# Досиетата Х (сезон 3)
Третият сезон на научнофантастичния телевизионен сериал „Досиетата Х“ започва да се излъчва по мрежата на Fox в Съединените щати на 22 септември 1995 г. и завършва по същия канал на 17 май 1996 г., след излъчени всички 24 епизода.
В сезона приключват няколко истории, започнали през втори сезон, като същевременно започват и няколко нови елементи на сюжета. Включително конспирация, разкрита, когато Мълдър се сдобива с видеоклип с аутопсия на извънземно, а Скъли търси убиеца на сестра си и мистерията около Х (Стивън Уилямс). В този сезон за първи път са представени ключови герои като Първият старейшина (Дон С. Уилямс) и извънземното черно масло.
Сезонът достига по-високи оценки от втория сезон, като получава най-високата аудитория, която сериала постига дотогава. Премиерата на сезона с The Blessing Way дебютира с домакинска класация на Нилсен от 19.94, което е повече от два пъти премиерата на миналия сезон. Рейтингите последователно остават над 15.0, което го прави един от най-гледаните сериали на телевизионния сезон 1995/96. Сезонът получава като цяло положителни отзиви от телевизионните критици, печелейки пет награди Праймтайм Еми. Много от епизодите, написани от сценариста Дарън Моргън, получават критично признание, включително епизодите Clyde Bruckman's Final Repose и Jose Chung's From Outer Space, които често се цитират като едни от най-добрите в поредицата. Моргън напуска сериала след този сезон, поради невъзможността да се справи с бързия характер на сериала.

## Теми
Nisei и 731 показват по-тъмна страна на поредицата, изследвайки недоверието на обществото към правителството. Други епизоди, които се занимават с по-широката митология на сериала – Talitha Cumi, Piper Maru и Apocrypha – изследват подобни концепции, показващи правителствената линия на сянката в поредицата. Епизоди като 2Shy и Pusher включват садистични злодеи, човешки същества, способни на силно неморални действия, въпреки привидно обичайните си прояви. Друг епизод с антагонист на сериен убиец – Grotesque, се върти около начина, по който злото може да се промени и да повлияе на хората. Oubliette предлага сантиментален и емоционален сюжет, воден от отвличането на младо момиче. Епизодът съдържа паралели на случая с Поли Клаас от реалния живот и дава коментари за Стокхолмски синдром и травмата.
Извънземните и серийните убийци не са единствените антагонисти в сезона. Няколко епизода се въртят около по-традиционни, вдъхновени от нискобюджетни филми за чудовища. Тези епизоди са War of the Coprophages и Quagmire, за хлебарки-убийци и езерно чудовище. Няколко епизода имат сатирични елементи, включително D.P.O., Syzygy и War of the Coprophages, като последните два показват как обществеността може да създаде паника.

## Роли

### Главни
- Дейвид Духовни – специален агент Фокс Мълдър
- Джилиън Андерсън – специален агент Дейна Скъли

### Второстепенни
- Мич Пиледжи – Уолтър Скинър
- Стивън Уилямс – Х
- Уилям Б. Дейвис – Пушача
- Никълъс Лий – Алекс Крайчек
- Брус Харууд – Джон Байърс
- Том Брейдууд – Мелвин Фрохайк
- Дийн Хаглунд – Ричард Лангли
- Питър Донат – Уилям Мълдър
- Ребека Тулман – Тийна Мълдър
- Шейла Ларкен – Маргарет Скъли
- Брендан Бейсър – Пендръл
- Лено Бритос – Луис Кардинал
- Дон С. Уилямс – Първият старейшина
- Джери Хардин – Дълбоко гърло
- Флойд Уестърман – Албърт Хостийн
- Брайън Томпсън – Извънземен ловец на глави
- Рой Тинс – Джеремая Смит

## Епизоди
| № | #  | Заглавие                      | Режисура        | Сценарий                                   | Първо излъчване      | Първо излъчване      | Рейтинг (в милиони) |
| --- | -- | ----------------------------- | --------------- | ------------------------------------------ | -------------------- | -------------------- | ------------------- |
| 50 | 1  | The Blessing Way              | Р. У. Гудуин    | Крис Картър                                | 22 септември 1995 г. | 22 септември 1995 г. | 19.94               |
| Пушача работи бързо, за да възстанови откраднатите компютърни файлове, но се оказва осуетен от човек, за когото се надява, че е мъртъв. В същото време, Скъли не знае какво да предприеме и се обръща към семейството си за подкрепа, тъй като Мълдър се бори за оцеляване. |    |                               |                 |                                            |                      |                      |                     |
| 51 | 2  | Paper Clip                    | Роб Бауман      | Крис Картър                                | 29 септември 1995 г. | 29 септември 1995 г. | 17.20               |
| Мълдър и Скъли търсят отговори за стара снимка с бащата на Мълдър и други неизвестни мъже. Тяхното издирване ги отвежда в изоставена мина, където откриват опасна тайна. |    |                               |                 |                                            |                      |                      |                     |
| 52 | 3  | D.P.O.                        | Ким Манърс      | Хауърд Гордън                              | 6 октомври 1995 г.   | 6 октомври 1995 г.   | 15.57               |
| Мълдър е скептично настроен по отношение на доклада на следователя относно пети човек, който е бил ударен от мълния в малък град в Оклахома. Тяхното разследване на последната смърт изглежда сочи към единствения човек, който е оцелял от мълния, емоционално зареден младеж.                                                                                                   |    |                               |                 |                                            |                      |                      |                     |
| 53 | 4  | Clyde Bruckman's Final Repose | Дейвид Нътър    | Дарън Моргън                               | 13 октомври 1995 г.  | 13 октомври 1995 г.  | 15.38               |
| Скептично настроени към предсказанията на известен гадател, относно убийства, Мълдър намира някой, за когото вярва, че наистина може да предскаже бъдещето. Залавянето на убиеца може да се окаже трудно, особено ако убиецът може да види и бъдещето си. |    |                               |                 |                                            |                      |                      |                     |
| 54 | 5  | The List                      | Крис Картър     | Крис Картър                                | 20 октомври 1995 г.  | 20 октомври 1995 г.  | 16.72               |
| Затворник, осъден на смърт обещава да се върне от мъртвите и да убие петимата души, отговорни за смъртта му. Страхът от неговото възмездие кара всички да се страхуват дали не са в списъка, докато Мълдър и Скъли се опитват да определят как се е върнал, за да убие своите мъчители.                                                                                           |    |                               |                 |                                            |                      |                      |                     |
| 55 | 6  | 2Shy                          | Дейвид Нътър    | Джефри Влеминг                             | 3 ноември 1995 г.    | 3 ноември 1995 г.    | 14.83               |
| Срещайки се с несигурни жени чрез онлайн услуга, сериен убиец съблазнява плячката си с точните думи. Мълдър и Скъли обаче определят тези убийства далеч от обичайните, поради наличието на странна субстанция, покриваща телата на жертвите, вещество, което сякаш усвоява мастните киселини от плътта.                                                                           |    |                               |                 |                                            |                      |                      |                     |
| 56 | 7  | The Walk                      | Роб Бауман      | Джон Шайбан                                | 10 ноември 1995 г.   | 10 ноември 1995 г.   | 15.91               |
| Опит за самоубийство от страна на пациент във военна болница, заинтересува Мълдър с разговора за „фантомния войник“, който предотвратява смъртта на човека. Отговорният генерал, първоначално се противопоставя на участието на ФБР, докато фантомният войник не започва да го преследва. Но когато първият заподозрян е човек с 4 ампутирани крайника, те го посрещат с присмех. |    |                               |                 |                                            |                      |                      |                     |
| 57 | 8  | Oubliette                     | Ким Манърс      | Чарлс Грант Крейг                          | 17 ноември 1995 г.   | 17 ноември 1995 г.   | 15.90               |
| Когато тийнейджърка е отвлечена от дома си, работничка в заведение за бързо хранене колабира на работа, очевидно преживяваща точно това, което чувства детето. Когато Мълдър научава, че жената е била отвлечена и държана като заложник в продължение на години като дете, той започва да вярва, че тя може да е ключът за намирането на изчезналото момиче.                     |    |                               |                 |                                            |                      |                      |                     |
| 58 | 9  | Nisei                         | Дейвид Нътър    | Крис Картър, Хауърд Гордън и Франк Спотниц | 24 ноември 1995 г.   | 24 ноември 1995 г.   | 16.36               |
| Закупена видеокасета с извънземна аутопсия, прераства в много по-сложно разследване, когато Мълдър и Скъли откриват, че разпространителят на лентата е убит в собствения му дом, очевидно от високопоставен японски дипломат. Издирването води Мълдър до влак, а Скъли разследва MUFON и открива няколко жени, които твърдят, че я познават.                                      |    |                               |                 |                                            |                      |                      |                     |
| 59 | 10 | 731                           | Роб Бауман      | Франк Спотниц                              | 1 декември 1995 г.   | 1 декември 1995 г.   | 17.68               |
| Мълдър е в капан на влак, който може да бъде взривен с бомба, според убиец, който твърди, че е агент на НСА. В същото време, Скъли се задълбава по-дълбоко в мистерията около отвличането. |    |                               |                 |                                            |                      |                      |                     |
| 60 | 11 | Revelations                   | Дейвид Нътър    | Ким Нютън                                  | 15 декември 1995 г.  | 15 декември 1995 г.  | 15.25               |
| Мълдър следи поредица от религиозно мотивирани убийства. Всяка от единадесетте жертви твърди, че е била стигматик, но всички те се оказват измамници. Когато Мълдър и Скъли откриват, че малко момче показва необясними рани от религиозно значение, те се опитват да го предпазят от убиеца, за когото знаят, че ще дойде.                                                       |    |                               |                 |                                            |                      |                      |                     |
| 61 | 12 | War of the Coprophages        | Ким Манърс      | Дарън Моргън                               | 5 януари 1996 г.     | 5 януари 1996 г.     | 16.32               |
| Малък град е измъчван от смъртни случаи, при които телата са намерени покрити с хлебарки. Работейки от вкъщи, Скъли има научни обяснения за всички тях, но Мълдър, който е на местопрестъплението с атрактивен експерт по буболечки, подозира, че насекомите не са органични или земни.                                                                                           |    |                               |                 |                                            |                      |                      |                     |
| 62 | 13 | Syzygy                        | Роб Бауман      | Крис Картър                                | 26 януари 1996 г.    | 26 януари 1996 г.    | 16.04               |
| Мълдър и Скъли разследват странни убийства в Ню Хампшир, които може да се дължат на рядкото планетарно подреждане, което засяга поведението на хората. |    |                               |                 |                                            |                      |                      |                     |
| 63 | 14 | Grotesque                     | Ким Манърс      | Хауърд Гордън                              | 2 февруари 1996 г.   | 2 февруари 1996 г.   | 18.32               |
| Агентите Мълдър и Скъли се присъединяват към бившия наставник на Мълдър, главния профилист на ФБР, по дело, свързано със сериен убиец, който твърди, че е напътстван от демонична сила. Случаят става още по-загадъчен, когато заподозреният е задържан, а убийствата продължават. Мълдър се забърква по-дълбоко от очакваното и Скъли, както и Скинър, са дълбоко загрижени.     |    |                               |                 |                                            |                      |                      |                     |
| 64 | 15 | Piper Maru                    | Роб Бауман      | Крис Картър и Франк Спотниц                | 9 февруари 1996 г.   | 9 февруари 1996 г.   | 16.44               |
| Когато френски спасителен кораб изпраща екип за гмуркане, за да си възвърне загадъчни останки от Втората световна война, екипажът става жертва на странна болест и агенти Мълдър и Скъли започват разследване. Разследването води до откриването на познато лице и до застрашаване живота на Скинър.                                                                              |    |                               |                 |                                            |                      |                      |                     |
| 65 | 16 | Apocrypha                     | Ким Манърс      | Крис Картър и Франк Спотниц                | 16 февруари 1996 г.  | 16 февруари 1996 г.  | 16.71               |
| Докато Мълдър продължава да разследва странното заболяване, породено от откриването на тайнствен остатък от Втората световна война погребан в морето, няколко правителствени фигури се опитват да осуетят техните усилия. И докато Скинър се възстановява, Скъли открива, че все още е в опасност от човека, който е убил сестра ѝ.                                               |    |                               |                 |                                            |                      |                      |                     |
| 66 | 17 | Pusher                        | Роб Бауман      | Винс Джилигън                              | 23 февруари 1996 г.  | 23 февруари 1996 г.  | 16.20               |
| Помощта на агенти Мълдър и Скъли е поискана за случай, в който се предполага, че човек може да огъне хората към волята си. Заподозреният използва тайнствените си способности, за да манипулира агент Мълдър в опасна крайна игра. |    |                               |                 |                                            |                      |                      |                     |
| 67 | 18 | Teso Dos Bichos               | Ким Манърс      | Джон Шайбан                                | 8 март 1996 г.       | 8 март 1996 г.       | 17.38               |
| Серия от смъртни случаи става веднага, след като древен артефакт е докаран в Бостън от място за разкопки в Еквадор. Според Скъли смъртта изглежда е резултат от политически тероризъм, но Мълдър подозира, че нещо по-невероятно. |    |                               |                 |                                            |                      |                      |                     |
| 68 | 19 | Hell Money                    | Тъкър Гейтс     | Джефри Влеминг                             | 29 март 1996 г.      | 29 март 1996 г.      | 14.86               |
| Поредица от загадъчни смъртни случаи на китайски имигранти в последно време довежда агенти Мълдър и Скъли в китайския квартал на Сан Франциско. Агентите се обединяват с китайско-американски детектив, за да разберат по-добре езика и обичаите на китайската култура, но едно нещо остава страшно ясно – на всички жертви липсват различни вътрешни органи.                     |    |                               |                 |                                            |                      |                      |                     |
| 69 | 20 | Jose Chung's From Outer Space | Роб Бауман      | Дарън Моргън                               | 12 април 1996 г.     | 12 април 1996 г.     | 16.08               |
| Когато двойка твърди, че са били отвлечени от извънземни, агенти Мълдър и Скъли се опитват да разберат истината, но всеки има различна версия на историята, включително самите „извънземни“. |    |                               |                 |                                            |                      |                      |                     |
| 70 | 21 | Avatar                        | Джеймс Чарлстън | Дейвид Духовни и Хауърд Гордън             | 26 април 1996 г.     | 26 април 1996 г.     | 14.62               |
| По време на труден период от живота на заместник-директор Скинър, той среща жена в бар и прекарва нощта с нея. На следващата сутрин жената е мъртва и той е обвинен в убийство. Агентите Мълдър и Скъли започват разследването, за да изчистят името на своя шеф. Когато разкриват нишките на заговор, те научават повече за личните дела на Скинър.                              |    |                               |                 |                                            |                      |                      |                     |
| 71 | 22 | Quagmire                      | Ким Манърс      | Ким Нютън                                  | 3 май 1996 г.        | 3 май 1996 г.        | 16.00               |
| Когато редица загадъчни смъртни случаи и изчезвания са докладвани в близост до езеро в малък град, агенти Мълдър и Скъли са призовани да разследват. С местния фолклор на езерно чудовище, който се разпространява сред местните жители, агентите трябва да потърсят истината във водата.                                                                                         |    |                               |                 |                                            |                      |                      |                     |
| 72 | 23 | Wetwired                      | Роб Бауман      | Мат Бек                                    | 10 май 1996 г.       | 10 май 1996 г.       | 14.48               |
| Докато агентите разследват поредица от убийства, извършени от обикновени граждани, разгневени след като са видели илюзорни образи, доверието на Скъли в Мълдър е поставено на тест. |    |                               |                 |                                            |                      |                      |                     |
| 73 | 24 | Talitha Cumi                  | Р. У. Гудуин    | Дейвид Духовни и Крис Картър               | 17 май 1996 г.       | 17 май 1996 г.       | 17.86               |
| Агенти Мълдър и Скъли търсят мъж, който изглежда притежава странни сили, което води до откриването на опасна тайна от миналото на Мълдър. Тайната може да доведе Мълдър и Скъли до ръба на разкриването на истината за извънземното съществуване. |    |                               |                 |                                            |                      |                      |                     |

## Рейтинг
Третият сезон на „Досиетата Х“ дебютира с „The Blessing Way“ на 22 септември 1995 г. Епизодът печели 12,3% от домакинствата, което означава, че около 12,3% от всички телевизионно оборудвани домакинства и 22% от домакинствата, които гледат телевизия, са превключили на епизода. Епизодът е гледан от 19.94 милиона зрители. „The Blessing Way“ по онова време е най-високо оцененият епизод на „Досиетата Х“. Предишният рекорд принадлежал на втория сезон на Fresh Bones, който има само 11.3 с 19 дял. С напредването на сезона обаче, рейтингите леко спадат и се стабилизират. След премиерата на сезона, най-високо оцененият епизод от него е финалът Talitha Cumi, който е гледан от 17.86 милиона зрители. Сезонът достига най-ниското си ниво в 23-ти и предпоследен епизод Wetwired, който е гледан само от 14.48 милиона зрители.
Сериалът е класиран на 55-о място по време на телевизионния сезон 1995/96 и е наблюдаван средно от 15,40 милиона зрители, което е увеличение с почти 7% в сравнение с втория сезон, който е гледан от 14,50. В третия си сезон, „Досиетата Х“ става най-високо оценената програма на FOX в демографската група от 18 до 49 години. Третият сезон на шоуто е последният, излъчван в петък вечер. За четвъртия си сезон, сериала е преместен в неделя.